# Lelio Orsi

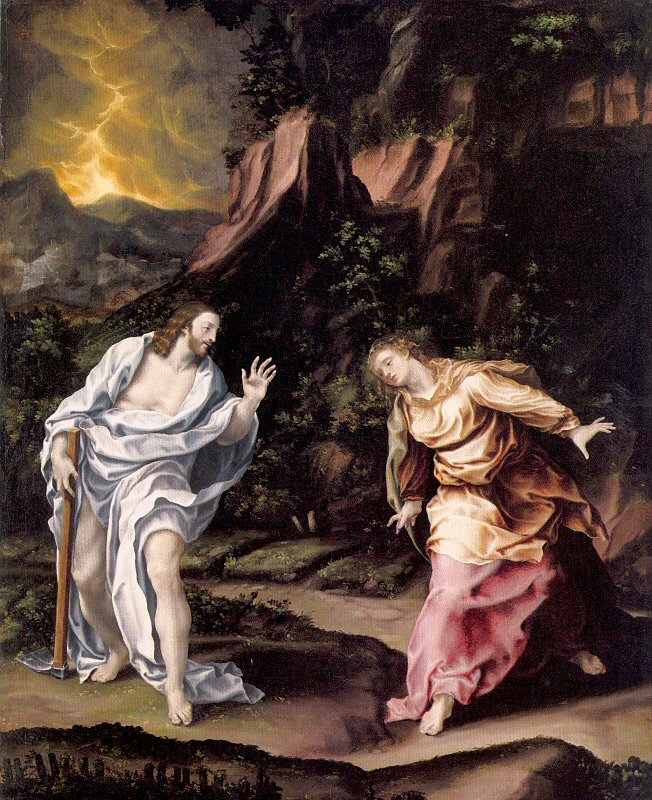
Noli me tangere, Wadsworth Atheneum, Hartford.

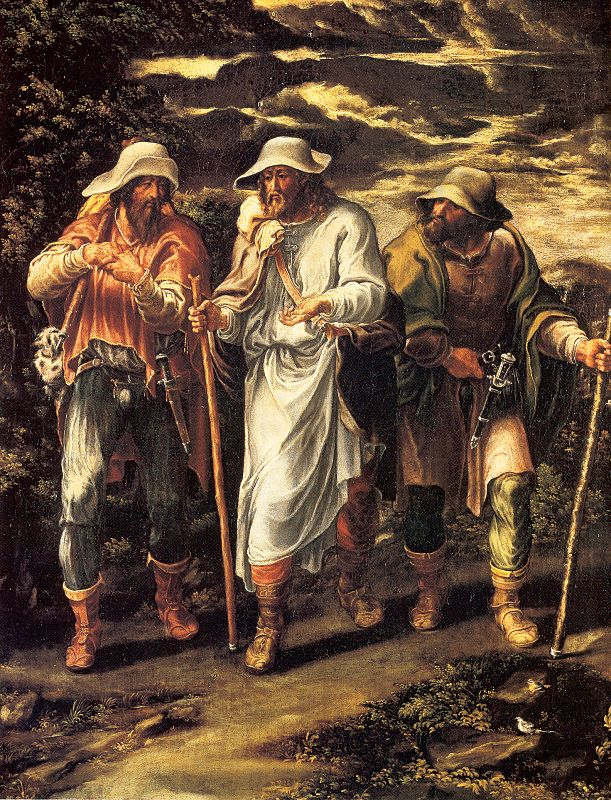
Camino de Emaús, National Gallery, Londres.

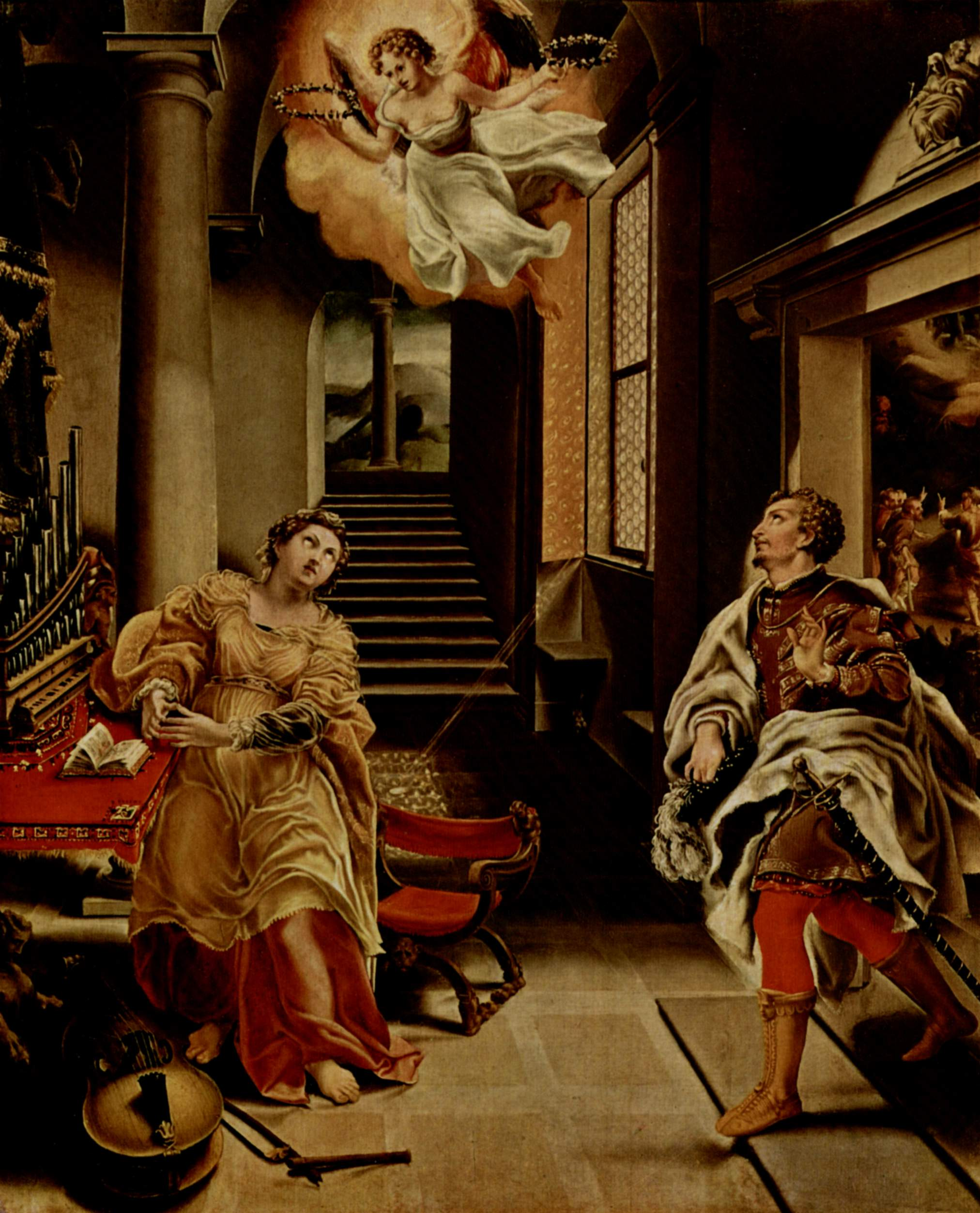
Santa Cecilia y San Valeriano, Galleria Borghese, Roma.

Lelio Orsi (Novellara, 1508 o 1511 - Novellara, 3 de mayo de 1587), pintor manierista italiano.

## Biografía
Comenzó su aprendizaje con Giovanni Giarola, alumno a su vez de Correggio. A través de su maestro, el estilo de Allegri siempre fue una gran influencia en su arte. Posteriormente se alejó algo de su estilo, para seguir algunas de las normas manieristas, pero con un sentido anticlásico, rico en efectos y de una ejecución preciosista.
Para juzgar adecuadamente la obra de Orsi, nos falta buena parte de su obra, que no ha sobrevivido. Si pintó algún retablo, nada ha quedado de él. La mayoría de su legado consiste en obras de gabinete, de pequeño tamaño, aunque con un efecto de monumentalidad sorprendente, conseguido a pesar de una técnica minuciosa.
La personalidad artística de Orsi tardó en desarrollarse, pero a fines de la década de los cuarenta, consiguió una fusión extremadamente vigorosa y personal de las diversas influencias que incidieron sobre él. Su interpretación del arte de Correggio, vibrante e imbuida de pasión, fue tamizada por el grafismo de la Maniera, de una manera similar a la que alcanzó su contemporáneo Girolamo Mazzola Bedoli. El hecho de que Novellara, el pueblo donde nació y vivió durante toda su existencia Lelio, se encontrara a mitad de camino entre las esferas de influencia de Parma y Bolonia, y la cercana Reggio, donde trabajó asiduamente, a no demasiada distancia de Mantua, donde Giulio Romano dominaba, configuró su estilo, sintético de todas estas escuelas, siempre modeladas a través de la personal visión de Lelio Orsi.
Trabajó en Novellara y Reggio como decorador de fachadas, de tema laico, en las que traducía brillantemente los efectos típicos de Correggio. Sin embargo, todas estas obras sólo nos han llegado a través de bocetos, diseños y fragmentos, por lo que no podemos hacernos una idea clara del aspecto monumental de su trabajo.
En 1555 parece que realizó un viaje a Roma, de consecuencias decisivas en su arte, pues se imbuyó del arte de Michelangelo y de Giulio Romano. A partir de ahora se producirá una coincidencia sorprendente con el trabajo de Daniele da Volterra, aunque parece que no tuvieron relación.
En la fase final de su carrera, Orsi parece volver parcialmente a la senda de lo correggiesco. Igual que Pellegrino Tibaldi, con quien encontramos cierto paralelismo en su arte tras regresar de Roma, comienza a mostrar también síntomas del aire pietista propio de la Contramaniera. Sus últimas pinturas son de aspecto frágil y quebradizo, todavía de calidad, pero pertenecientes a un estilo —la Alta Maniera— que a esas alturas, ya estaba muerto.

## Obras destacadas
- Martirio de Santa Catalina (1560) - Galleria Estense, Modena, Italia
- Cristo muerto flanqueado por la Caridad y la Justicia
- Madonna della Ghiara (1569), - Reggio Emilia, Italia
- Santa Cecilia y San Valeriano - Galleria Borghese, Roma, Italia
- Noli Me Tangere - Wadsworth Atheneum, Hartford
- Adoración de los Pastores (1565-70) - Berlín, Dahlem
- Camino de Emaús (1565) - National Gallery, Londres
- San Jorge y el dragón (1550) - Museo di Capodimonte, Nápoles, Italia
- Cristo en el jardín de Getsemaní (1545) - Strossmayer Gallery, Zagreb, Croatia
- Milagro del Crucifijo de Beirut (1570 ?) - Eglesia Mandrio di Correggio, Italia